# Dorothy's Family
Dorothy's Family è un cortometraggio muto del 1911. Il nome del regista non viene riportato nei titoli. È l'esordio sullo schermo di Ethel Grandin, un'attrice che nella sua carriera durata undici anni (dal 1911 al 1922), girò un centinaio di pellicole tra cortometraggi e lungometraggi.

## Produzione
Il film fu prodotto dall'Independent Moving Pictures Co. of America (IMP).

## Distribuzione
Il film - un cortometraggio in una bobina - uscì nelle sale statunitensi il 10 agosto 1911, distribuito dalla Motion Picture Distributors and Sales Company.